# Christian Taylor (Pornodarsteller)
Christian Taylor (* 1980 in Illinois, Vereinigte Staaten) ist ein ehemaliger US-amerikanischer Pornodarsteller.

## Leben
Christian Taylor war ab 1999, kurz nach seiner Volljährigkeit, als homosexueller Pornodarsteller in der US-amerikanischen Porno-Industrie tätig. Für die Porno-Branche wurde er von dem Regisseur Kevin Clarke entdeckt. Er übernahm in seinen Filmen aktive und passive Oralsex-Szenen und war auch in zahlreichen Analsex-Szenen zu sehen, wobei er fast ausschließlich als „Bottom“, d. h. in der passiven Rolle, eingesetzt wurde.
Taylors Karriere begann Anfang 1999 mit dem Pornofilm The American Way, in dem er gemeinsam mit seinem damaligen Lebensgefährten und „Boyfriend“ Ashton Ryan spielte. Taylors erster Film erschien bei Junior Studio, einer Produktionsfirma für schwule Pornografie, die auf Videos und Filme mit jungen Männern, sog. Twinks, spezialisiert war. In The American Way war Taylor Hauptdarsteller neben seinem Freund Ashton Ryan. Mit Ryan, und wiederum unter der Regie von Kevin Clarke,  spielte er auch in seinem nächsten Film The Heartland (1999), einer Fortsetzung des erfolgreichen Films The American Way. In Kritiken wurde insbesondere die „überwältigende Chemie“ („Ryan and Taylor's chemistry is nearly heart-stopping“) zwischen Ryan und Taylor und ihre „karrieremachende Darstellung“ („Special mention must go to Ashton Ryan and Christian Taylor: they both deliver career-making performances“) hervorgehoben.
Nach wenigen Monaten drehte Taylor dann bereits für Falcon Studios, Jet Set Productions und Men of Odyssey. In seinem dritten Film Double Cross (1999), erschienen bei Men of Odyssey, war Taylor einer der Hauptdarsteller. Er verkörperte Angel, einen jungen Stricher und verführerische männliche Hure, der Sex als Mittel einsetzt, um Menschen zu manipulieren. Taylor war in Double Cross in einer klassischen Schlafzimmer- und Bettszene zu sehen, in der er seinen Partner Jack Ryan zärtlich verführt. Außerdem hatte er eine Sex-Szene mit Tuck Johnson in einer Gefängniszelle, einem weiteren beliebten Setting schwuler Pornografie.
Anschließend gab Taylor mit dem Pornofilm Crush (2000) sein Debüt bei dem bekannten Filmstudio Falcon Entertainment/Falcon Studios, wo er einen Exklusiv-Vertrag als sog. „Falcon Exclusive“ erhalten hatte. Taylor war in der Eröffnungsszene des Films zu sehen, wo er mit Hauptdarsteller Colby Taylor nächtlichen Sex auf dem Rücksitz eines offenen Wagens hatte. In dem Falcon-Film Wildfire (2001) hatte er eine Outdoor-Threesome-Szene. Taylor und sein Partner Hans Ebson spielten zwei junge illegale Camper, die in ihrem Zelt von dem zuständigen Ranger (Justin Dragon) überrascht werden, und als Gegenleistung für das Absehen von einer Strafanzeige mit ihm Geschlechtsverkehr haben. In Say Uncle (2002) spielte Taylor unter der Regie von Chi Chi LaRue; er war in der Eröffnungsszene des Films zu sehen, wo er einen jungen Mann aus San Francisco spielte, dessen Freund (Jacob Hall) zu Besuch kommt. Die Eröffnungsszene enthielt intensive Kußszenen, Ass-Play und Anal-Sex.
In den Filmen Deep South: The Big and the Easy/Part 2 (2002) und Deception/Part I (2002) war er jeweils in kleineren Auftritten in Orgien-Szenen mit sechs und sieben Männern zu sehen, in Deep South: The Big and the Easy/Part 2 in einer Orgie mit filmischen Anspielungen an die Versammlungen des Ku-Klux-Klan.
Taylor drehte im Laufe seiner Karriere ungefähr zwanzig Pornofilme in Spielfilmlänge. Er wirkte außerdem in Filmen mit Solo-Szenen, in Kompilationen und einigen Best-of-Zusammenstellungen anderer Pornodarsteller (Justin Dragon, Chad Hunt) mit.
Kurz nach seinem Film-Debüt in The American Way wurde er im Jahre 2000 bei den GayVN Awards als „Newcomer of the Year“ nominiert. 2002 war er einer der Moderatoren bei den Grabby Awards. 2004 erhielt er einen Preis der US-amerikanischen Pornoindustrie; er wurde bei den Grabby Awards als Hauptdarsteller (Star) in die „Wall of Fame“ aufgenommen.
Taylor gab seine Porno-Karriere bereits nach wenigen Jahren wieder auf. Er besuchte anschließend ein College in Iowa, wo er auch offen schwul lebte. Taylor darf nicht mit dem seit Mitte 2015 aktiven gleichnamigen Pornodarsteller Christian Taylor, der u. a. mit dem Porno-Star Billy Santoro drehte, verwechselt werden.

## Rollen-Image und Vermarktung
Christian Taylor wurde in der US-amerikanischen Pornoindustrie im Rollen-Typus des Twinks vermarktet. In Kritiken wurden immer wieder sein „süßes“, „jungenhaftes“ und „unschuldiges“ Aussehen, das ihn nicht älter als 18 Jahre wirken ließ, seine blonden Haare, seine Schwimmer-Figur und sein „unwiderstehlicher Charme“ hervorgehoben; er verkörperte den Rollen-Typus des typischen „All-American-Guy“, des Surfers, College-Boys und Sportlers. Er wäre der typische amerikanische „Junge von nebenan“ („boy next door“). Taylor war insbesondere beim schwulen Publikum, das eine Vorliebe für Twinks hatte, sehr beliebt. Er galt als Schwarm („Heartthrob“) der Twink-Liebhaber. Taylor war als Spezialist für Facials bekannt; seine Popularität war auch in seinem besonderen Lächeln begründet, das er zeigte, wenn er ein Facial erhielt.
Von den verschiedenen Produktionsfirmen wurde Christian Taylor intensiv vermarktet. Bei den Filmen The American Way (1999), The Heartland (1999), Double Cross (1999) und Say Uncle (2002) wurde er als Cover-Model präsentiert.
Außerdem erschienen in schwulen Männermagazinen verschiedene Fotostrecken mit Christian Taylor, u. a. in Freshmen (Juli 1999), Unzipped (November 1999) und All Boy (März 2000). Außerdem war er im Naked Youth Calendar 2004 für den Monat Juli 2004 als Model zu sehen.

## Filmografie (Auswahl)
- 1999: The American Way
- 1999: The Heartland
- 1999: Double Cross, Men of Odyssey
- 2000: Innocent Attraction
- 2000: The Crush, Falcon Video Productions 131
- 2001: Wildfire, Falcon Video Productions 137
- 2001: Jackhammer
- 2002: Say Uncle, Jocks Video Productions 110
- 2002: Deep South: The Big and the Easy/Part 2, Falcon Video Productions 145
- 2002: Deception/Part 1, Jocks Video Productions 111
- 2003: Best of Chad Hunt II
- 2003: Levi’s Secret Pals
- 2003: Ryker’s Web

## Preise und Auszeichnungen (Auswahl)
- 2004: Grabby Awards, Wall of Fame[16]